# Trzewiki wz. 919/MON

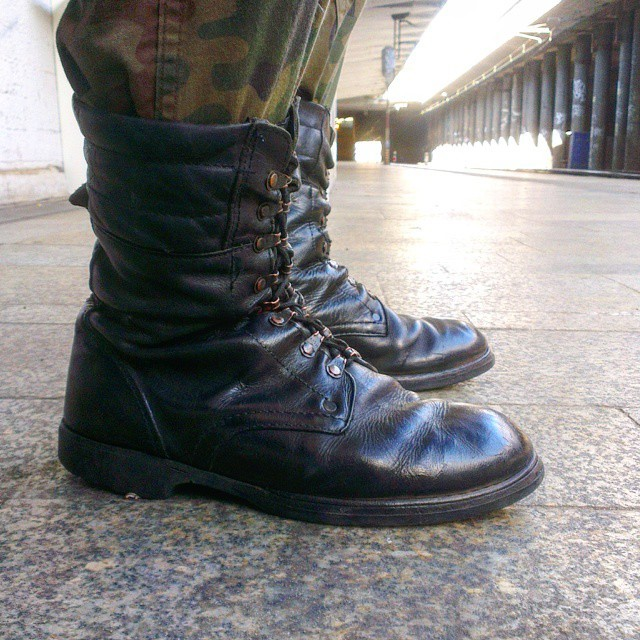
Trzewiki wz. 919/MON tzw. desanty

Trzewiki wz. 919/MON (pot. desanty, desanty-skoczki, nivy) − typ obuwia stosowanego w Siłach Zbrojnych RP. Do użytku weszły w 1993 roku. Desanty przeznaczone były pierwotnie dla wojsk desantowych, lecz trafiły do użytku także w innych typach jednostek. Obecnie wycofane z użytku przez WP zastąpione butami 926/MON

## Konstrukcja
Charakteryzują się czarnym kolorem i wysoką cholewką sięgającą poza kostkę zakończoną miękkim pikowanym kołnierzem. Trzewiki są sznurowane i nie posiadają przyszytego spinacza tak jak opinacze. Początkowe wersje produkowane były w kolorze brązowym i były wyższe od obecnie produkowanych. Posiadały też o jedną parę przelotek do sznurowadeł więcej. Wzorowane częściowo na starszych modelach trzewików Bundeswehry. Wewnątrz znajduje się plastikowa wkładka zapewniająca stopie lepszą wymianę powietrza. Język jest wszyty w systemie miechowym, jednak nie jest przyszyty do cholewki na całej jej wysokości. W trzewikach produkowanych przez Protektor SA stosowano podeszwy gumowe (olejoodporne) typu "WIBRAM", a także gumowe (olejoodporne i antypoślizgowe) typu "SALUT".

## Producenci
Trzewiki zostały opracowane i są obecnie produkowane przez przedsiębiorstwo Protektor z Lublina. Inni producenci to Spółdzielnia Pracy Wyrobów Skórzanych im. Jana Kilińskiego, Demar, Wojas oraz firma Armex stosująca podeszwę własnego pomysłu, zbliżoną do powszechnie stosowanej.